# کوه سیاه
کوه سیاه (به انگلیسی: Mount Siyeh) یک کوه در ایالات متحده آمریکا است که در مونتانا واقع شده‌است. کوه سیاه ۳٬۰۵۳٫۸۳ متر بالاتر از سطح دریا واقع شده‌است.